# Cambaceres (Buenos Aires)
Cambaceres es un paraje rural del centro de la Provincia de Buenos Aires, Argentina, perteneciente al partido de Nueve de Julio.

## Ubicación y accesos
Se encuentra a 33 km al oeste de la ciudad de Nueve de Julio y a 25 km al este de Carlos Casares:
Se accede desde ambas por la Ruta Nacional 5.
Es una estación del Ferrocarril Sarmiento, del ramal que corre entre Once y Carlos Casares.

## Población
Durante los censos nacionales del INDEC de 2001 y 2010 fue considerada como población rural dispersa.